# Fussy
Fussy são uma comuna francesa na região administrativa do Centro, no departamento Cher. Estende-se por uma área de 11,11 km². Em 2010 a comuna tinha 2 002 habitantes (densidade: 180,2 hab./km²).